# Англійський камерний оркестр
Англійський камерний оркестр (англ. English Chamber Orchestra) — камерний оркестр, що базується в Лондоні.

## Історія
Заснований 1948 року Лоуренсом Леонардом та Арнолдом Голдсбро і спочатку називався Оркестр Голдсбро, виконуючи барочну музику. 
1960 року оркестр розширив свій репертуар у бік сучасності і одночасно прийняв свою нинішню назву. Довгий час оркестр не мав постійного диригента, працюючи під управлінням запрошених маестро, в числі яких були Колін Девіс та Даніель Баренбойм.
1985 року першим головним диригентом оркестру став Джефрі Тейт, у 2000 році його змінив Ральф Готоні, а у 2009 — Пол Воткінс.
Серед найяскравіших подій в історії оркестру — його тісна співпраця з Бенджаміном Бріттеном: оркестр багато виступав на фестивалі Олдборо, здійснив перші виконання опери Бріттена «Сон літньої ночі» та кількох інших його творів. Бріттен неодноразово диригував оркестром. Симпатії критиків і слухачів викликала здійснена оркестром разом з Мюрреєм Перайєю, який був солістом і керував оркестром від рояля, запис всіх фортепіанних концертів Моцарта.
2005 року Англійський камерний оркестр спільно з південноафриканською фолк-групою Ladysmith Black Mambazo записав альбом «No Boundaries» («Без кордонів»), в якому твори Баха і Моцарта в своєрідних обробках межували з власними композиціями лідера групи Джозефа Шабалали.